# 慰謝料弁護士〜あなたの涙、お金に変えましょう〜
『慰謝料弁護士〜あなたの涙、お金に変えましょう〜』（いしゃりょうべんごし〜あなたのなみだ、おかねにかえましょう〜）は、2014年1月9日から3月27日まで毎週木曜日23:59 - 翌0:54に、読売テレビ制作・日本テレビ系の「木曜ドラマ」枠で放送された日本のテレビドラマ。主演は田中直樹。

## キャスト

### 袴田法律事務所
袴田 幸男（はかまだ ゆきお）
演 - 田中直樹（ココリコ）
所長。離婚調停や離婚裁判だけには定評がある弁護士。設立当初は企業法務を専門に扱っていた。
趣味がパン作りで、事務所の一角に工房を設置している。気持ちを集中しているときの味はまずいが、イライラして集中が途切れたときのパンの味はおいしい。4年前は炊き込みご飯にはまっていた。下戸で、ワイン1杯で眠ってしまうほど。
30年前に両親が離婚。母親が女手ひとつで彼を育て、苦労の末に大学へ入学させたときに亡くなる。
倉沢 香苗（くらさわ かなえ） → 野々村 香苗（ののむら かなえ）
演 - 矢田亜希子
元専業主婦で漫画家。新人賞を取った後はヒット作や連載作品を一つも執筆出来ていない。夫・義人の浮気が原因で離婚を考え弁護士を探していたところ、偶然袴田と出会う。彼の助言により浮気の証拠を集め離婚協議書を作成。新作の漫画連載も決まっていたが、夫が自身の勤めている広告代理店を使い出版社に圧力をかけ、連載の話を潰されてしまう。しかし袴田が新たな離婚協議書を作成し、自宅にいる夫と愛人のもとに乗り込み離婚を成立させた。
離婚後は本来の自分を取り戻すことができ、袴田を題材とした漫画を描くために弁護士事務所で働かせて欲しいと願い出る。
梅本 くるみ（うめもと くるみ）
演 - 渡辺直美（4年前：本田緑）
袴田から仕事の依頼を受けるフリーの調査員。4年前は商社で働くOLだった。海外ドラマ『鋼鉄の女スパイ マリリン』シリーズにはまり、女スパイに憧れている。
婚約者の洋平が大阪に転勤し、遠距離恋愛で会えない寂しさを紛らわせるために過食に走る。そのことが原因で肥満体型になり容姿が変わってしまい婚約を破棄された。大家の遠山に袴田を紹介されて助けられたことがきっかけで調査員になる。
篠塚 里奈（しのづか りな）
演 - 岩﨑名美
書類作成などの事務作業を手伝うアルバイト大学生。
遠山 芳江（とおやま よしえ）
演 - 美保純
袴田が事務所を借りるテナントビルのオーナーでくるみの住んでいるアパートの大家。ゴシップ好きで唯一袴田やくるみの過去を知っている。
香苗が連載している漫画のページに袴田に無断で事務所の広告を掲載し、慰謝料目当てのクライアントが殺到してしまったことがある。

### その他
水谷 沙羅（みずたに さら）
演 - 山田菜々（NMB48〈当時〉）
カフェ店員。香苗が描く漫画の内容や美里と香苗が話している打ち合わせの様子から予感めいたことを言う。
田畑 美里（たばた みさと）
演 - 高嶋香帆
トキワ出版漫画編集者で香苗の担当者。
マリリン
演 - ロバータ（吹替：たくませいこ）
海外ドラマ『鋼鉄の女スパイ マリリン』シリーズの主人公。

### ゲスト
複数話・単話登場の場合は演者名の横の括弧（）内に表記。

#### 第1話
- 倉沢 義人（香苗の元夫・雷通広告代理店勤務） - 永井大（第11話 - 第12話）
- 相川 詩織 → 倉沢 詩織（義人の部下・不倫相手 → 義人の妻） - 野村麻純（第11話 - 第12話）
- カフェ店長 - モト冬樹
- 植木（美里の上司） - 藤原光博（リットン調査団）（第11話）

#### 第2話
- 小寺 清美（文也の妻） - 雛形あきこ
- 小寺 文也（裕子は高校演劇部時代の同級生） - 村杉蝉之介
- 戸川 裕子（文也の不倫相手） - ちすん
- 戸川 太一（裕子の夫） - 大坪貴史
- 裁判官（地方裁判所） - 遠藤かおる
- 戸川 裕太（裕子・太一の子供） - 池田健博

#### 第3話
- 西園寺 文子（正の妻・いけばな教室講師） - 沢田亜矢子
- 西園寺 正（明鳳義塾大学文学部国文学科教授） - 小野武彦
- 中谷 卓也（西園寺家の顧問弁護士） - 大門正明
- 森田 歩（いけばな教室生徒） - 倉田悠貴
- 浦井 亜沙子（正の浮気相手・明鳳義塾大学文学部国文学科学生） - 川村明香

#### 第4話
- 市川 美咲（友宏の妻・専業主婦） - 遊井亮子
- 市川 友宏（美咲の夫・会社員） - 東根作寿英
- 豊橋 秋代（美咲の主婦友達） - 大山ルミ
- 宮本 律子（美咲の主婦友達） - 森川千有
- 金井 小枝子（美咲の主婦友達） - 安藤成子
- 店員 - 仙波友裕

#### 第5話
- 大塚 雅代（徹の妻） - 久保田磨希
- 大山 孝之（亜矢の彼氏・高校生） - ささの友間
- 熊谷 節子 - 西方凌
- 沢田 千春（修治の妻） - 児玉絹世
- 大塚 徹（公務員） - 兼原良太郎
- 乾 亜矢（専門学生）
- 沢田 修治（高校教師） - 広瀬圭祐

#### 第6話
- 諏訪 菜月（幸造の娘[注 5]） - 酒井美紀
- 諏訪 幸造（工務店元経営者・袴田の父[注 6]） - ミッキー・カーチス
- 辻村（知花の代理人） - 福田転球
- 諏訪 知花（幸造の妻） - 長澤奈央
- レストラン店員 - 松田洋昌（ハイキングウォーキング）
- 村上 環奈（幸造の浮気相手） - 愛純もえり

#### 第7話
- 湯川 奈都子（グルメ雑誌編集長） - 青木さやか
- 尾崎 真司（ゲットマリッジ代表） - 川崎麻世
- 立花 徹（ゲットマリッジ結婚相談員・奈都子の担当者） - 中林大樹
- 司会者 - 長原成樹
- 川尻 大輔（ゲットマリッジ男性会員・開業医） - ムーディ勝山
- 倉持（ゲットマリッジ女性会員） - 武内由紀子
- 広田（ゲットマリッジ女性会員） - 宮之脇佳織
- 洋平（くるみの元婚約者） - 橋本禎之

#### 第8話
- 坂上 剛士（専業主夫） - 河相我聞
- 坂上 いずみ（剛士の妻・インテリアメーカー課長補佐） - 宮地真緒
- 東海林 明子（いずみの代理人） - エドはるみ
- 男性調停委員 - ぜんじろう
- 女性調停委員 - 兎本有紀
- 原 美佐江（剛士の姉） - 佑希梨奈
- 坂上 大地（坂上家長男） - 小山颯
- 坂上 ゆな（坂上家長女） - 遠藤璃菜
- 坂上 空太（坂上家次男） - 須田瑛斗
- 松浦（いずみの浮気相手）‐佐野元哉

#### 第9話
- 西嶋 葵（康平の内縁の妻・美容師） - MEGUMI
- 平野 知美（康平の妻） - 嘉門洋子
- 藤岡 茂（フジハウステック社長・知美の父） - 浅見小四郎
- 平野 康平（葵、知美の夫・フジハウステック第一営業部係長） - 山田将之
- 秘書 - 佐藤侑梨

#### 第10話
- 吉岡 美紀（俊介の妻） - 遠山景織子
- 吉岡 智枝（美紀の姑・俊介の母親） - 東てる美
- 吉岡 俊介（居酒屋よし店主） - 日栄洋祐
- 久保 ゆり子（俊介の幼馴染） - 倉田あみ
- 桜沢 理恵（居酒屋の客・直也の彼女） - あやまん監督（あやまんJAPAN）
- 小林 博康（商店街会長・工務店経営者） - 浜田道彦
- 工藤 裕美（商店街婦人会会員） - 国崎恵美
- 水沢 陽子（商店街婦人会会員） - 上泉弘美
- 広瀬 由香里（商店街婦人会会員） - 山田あさこ
- 川島 直也（理恵の彼氏） - 諭吉

#### 第11話 - 第12話
- 本条 隆司 （詩織の不倫相手・本条興産経営者） - 渡辺裕之
- 烏丸 恵子（ジーク法律事務所弁護士・やよいの代理人） - とよた真帆
- 本条 やよい（隆司の妻） - 大路恵美
- 袴田の元上司 - 北村晴男（特別出演）（第11話）
- 店員 - シューレスジョー（第11話）
- 周防（バーテンダー） - 大沢樹生（友情出演）（第12話）

## スタッフ
- 原案 - うえみあゆみ『慰謝料上手にとれるかな?』（KADOKAWAエンターブレイン刊）[5]
- 脚本 - 森ハヤシ、高橋美幸、小峯裕之、千葉美鈴
- 音楽 - 井筒昭雄
- 演出 - 長江俊和、茂山佳則、島崎敏樹
- 主題歌 - fumika「泣きたい僕ら」（よしもとアール・アンド・シー）[6]
- 演出補 - 亀谷英司、今和紀、西野成亮
- 選曲 - 谷口広紀
- 音響効果 - 稲川壮
- 法律監修 - 大森剛
- パン指導 - はらゆうこ
- 漫画監修 - きのしたきのこ
- 番組宣伝 - 乙部恭子、熊谷有里子（読売テレビ）
- ホームページ - 服部塁（読売テレビ）
- チーフプロデューサー - 木谷俊樹
- プロデューサー - 田中雅博、中間利彦（読売テレビ） / 坂本直彦（よしもとクリエイティブ・エージェンシー）
- 協力プロデューサー - 壁谷悌之、島崎敏樹（泉放送制作）、山本和夫
- ラインプロデューサー - 河野博明
- アシスタントプロデューサー - 石川博章
- 企画協力 - ドラマデザイン社
- 制作プロダクション - 泉放送制作
- 制作協力 - 吉本興業
- 制作著作 - 読売テレビ

## エピソードリスト
| 話数 | エピソードタイトル                                    | 初回放送日 | 脚本     | 演出     |
| --- | ----------------------------------------------------- | ---------- | -------- | -------- |
| 第1話 | "バカ女"を演じて、1000万頂きましょう！                | 1月09日    | 森ハヤシ | 長江俊和 |
| 主婦で漫画家の香苗は夫の浮気に気づく。仕事の打ち合わせをしていた喫茶店で、袴田が慰謝料を取り立てているところを見かけ、自分の離婚について相談する。袴田や事務所のスタッフは香苗に、浮気の証拠を集めさせ、離婚の交渉を有利に進めるアドバイスをする。しかし夫の義人は会社の立場を利用して、香苗の仕事の邪魔をする。それを知った袴田は「浮気は犯罪だ」と怒り、慰謝料を倍増して義人に直接言い渡す。 |                                                       |            |          |          |
| 第2話 | 浮気主婦の逆襲！W不倫ドロドロ裁判                     | 1月16日    | 森ハヤシ | 長江俊和 |
| “望遠カメラを構え、シャッターを切る主婦・小寺清美。清美は袴田法律事務所のクライアントで、夫・文也の浮気現場を押さえていた。清美はこれら写真を手に袴田法律事務所へ。袴田は、前話の依頼人でこの事務所で働き始めた駆け出しの漫画家・野々村香苗にパン作りを手伝わせていた。清美の話は袴田に香苗、フリー調査員・梅本くるみ、アルバイト・篠塚里奈、そして、当たり前のように大家の遠山芳江もいて、みんなで聞いた。清美によると、夫の浮気相手・戸川裕子は既婚者で、夫とはいわゆるダブル不倫だった。夫も子供もいる、見るからに幸せな主婦がどうしてなのか。清美は同じ女として許せない。すると、袴田はこう言った。「慰謝料って、浮気相手からも取れるんですよ」しかし、清美は逡巡する。数日後、袴田は文也と裕子が一緒にいるところに踏み込んだ。文也はすぐに浮気を認めたが、裕子はシラを切る。文也とラブホテルに入る写真を突きつけられても、いけしゃあしゃあと「その先の店でランチをしただけだ」と否定する。この話を聞いた清美は裕子を相手取り、裁判に踏み切る決意をする。ところが、袴田から、裁判に勝つためには憎き夫を味方につけろと言われた。 |                                                       |            |          |          |
| 第3話 | 主婦の悲痛な叫び…積年の恨みで熟年離婚                 | 1月23日    | 高橋美幸 | 茂山佳則 |
| 大学教授・西園寺正の妻・文子は、結婚以来、夫の非情な言動や横暴な態度に嫌悪感を抱いていた。一人娘が嫁いだ後、正の健康診断の結果を見た文子は、正が89歳まで長生きすると知り、将来の結婚生活に不安を感じる。文子は耐えきれなくなり袴田のところに相談に来た。それから一年間、文子は袴田の指示で、周到に離婚の準備と自立した生活への準備を整える。そして、慰謝料請求のために正の浮気の実態を暴こうとしている時、文子は激しくなる正の乱暴な態度に耐えきれず、家を飛び出し袴田のところに駆け込む。そこで、袴田は香苗とともに正と交渉に向かう。すると正は袴田を追い帰し、袴田のところに乗り込み、力づくで文子を連れ戻そうとするが失敗。後日、自分の顧問弁護士を袴田のところへ向かわせる。しかし、一年間かけて用意してきた証拠をもとに、袴田は正の弁護士と対決し、相手の非を認めさせる。そして、決定的な証拠を正に突き付け、離婚を迫る。 |                                                       |            |          |          |
| 第4話 | モンスター妻の恐怖…気弱な夫が猛反撃！                 | 1月30日    | 小峯裕之 | 島崎敏樹 |
| IT会社に勤める友宏の妻・美咲は日ごろから家事を怠り、浪費が激しく、友宏に対して人使いが荒い。さらに激しくなる家庭内暴力に耐え切れず、友宏は袴田のところに相談にやってくる。友宏が離婚のための証拠を集めていると、不審に思った美咲は袴田のところに乗り込んできて、友宏のSEXレスを理由に離婚しないと言い放つ。その後も美咲は浪費を続け、暴力も止めなかった。その間、友宏は美咲の言動にも耐え、袴田に指示されたとおりに、離婚と慰謝料請求への準備を進める。一方、くるみが調査を進めるうちに、美咲の置かれた状況が明らかになってくる。ところが二人の間のすれ違いに気づいた袴田は二人に最後のチャンスを与える。 |                                                       |            |          |          |
| 第5話 | 袴田法律事務所 最大の危機!?                           | 2月07日    | 森ハヤシ | 長江俊和 |
| 袴田法律事務所。アルバイトの篠塚里奈が出勤してくると、朝からクライアントの行列が出来ていた。一体、何事かと驚く慰謝料弁護士・袴田幸男。実はこれ、助手の野々村香苗が描く連載漫画の最後に、大家の遠山芳江が事務所の広告を勝手に載せていたのだ。しかも、袴田をモデルにした漫画の主人公の決めゼリフは「私に取れない慰謝料はありません！」となっていて、並んでいる人は皆、慰謝料目当てだった。本来、弁護士は結果を保証してはいけないもの。袴田は渋い顔をするが、連載が始まったばかりの香苗は漫画の人気取りに必死だった。 |                                                       |            |          |          |
| 第6話 | 依頼人は袴田の生き別れた父…親子の確執に決着を！       | 2月14日    | 森ハヤシ | 島崎敏樹 |
| 袴田法律事務所に、諏訪菜月が飛び込みで相談に訪れた。母を亡くした父・幸造が、娘よりも3歳若い27歳の知花と再婚。しかし、この超若妻はかなりの浪費家で、毎日、ブランド品を買い漁り、週末には父を置いて友達と旅行、これまで費やした金は外車2台や別荘など総額3000万円に及び、金目当ての結婚は明白だった。そして、今回の依頼は父に離婚してほしいのかと思いきや、反対に、父は知花から離婚を切り出され、慰謝料500万円を請求されていた。父・幸造は、新妻よりまだ若い女性とラブホテルから出るところを、知花のカメラに撮られたのだった。しかし、菜月は納得がいかない。散々、父の財産を食い潰してきた彼女に、慰謝料など払ういわれがない。浮気だって、しているのは知花の方じゃないかというのが、菜月の主張だった。そうは言っても、浮気現場を撮られたのは致命的。どこの法律事務所でも相手にされず、菜月は藁をもすがる想いで、ここ袴田法律相談所に訪れたのだった。 |                                                       |            |          |          |
| 第7話 | 独身40女は要注意！疑惑の悪徳結婚相談所に潜入！        | 2月21日    | 森ハヤシ | 長江俊和 |
| “慰謝料”を勝ち取って、人生の再出発を後押してくれる袴田法律事務所。 今回、相談に訪れたのは、助手の野々村香苗が漫画を連載する出版社のバリキャリ編集長・湯川奈都子。彼女は成婚率業界ナンバーワンの結婚相談所『ゲットマリッジ』に入会して50回以上の見合いをしたものの、成婚ならず。結婚相手を見つけられないのは結婚相談所に問題があるとして、会費の全額返還と慰謝料を請求したいと主張する。袴田幸男も契約書を見るが、「結婚に至らなかった場合でも返金はしない」という条項が盛り込まれていて、慰謝料を取るのは難しいと見解を示す。すると、奈都子は「先生もあの人達と同じなんですね」と言い出した。先日、『ゲットマリッジ』の代表・尾崎と奈都子を担当する社員・立花に直談判したところ、尾崎から「結婚できないのは奈都子の容姿が悪いからではないか」と暗に言われたのだと言う。しかし、袴田は困惑する。この案件は「結婚相談所に不正がある」と立証できないと勝ち目がない。しかも、袴田の専門は離婚で、企業相手の慰謝料請求は苦手としていた。ところが、袴田は昔企業法務が専門だった。                                                         |                                                       |            |          |          |
| 第8話 | ドロドロ親権調停…イクメン専業主夫vsキャリアウーマン妻 | 2月27日    | 千葉美鈴 | 茂山佳則 |
| |                                                       |            |          |          |
| 第9話 | 事実婚妻vs法律婚妻 “2人の妻”が壮絶バトル！            | 3月06日    | 千葉美鈴 | 島崎敏樹 |
| |                                                       |            |          |          |
| 第10話 | 「姑から慰謝料を！」執拗なイジメに嫁が決意！          | 3月13日    | 高橋美幸 | 茂山佳則 |
| |                                                       |            |          |          |
| 第11話 | 宿敵現る！因縁の敏腕女性弁護士と最終決戦!!            | 3月20日    | 森ハヤシ | 長江俊和 |
| |                                                       |            |          |          |
| 第12話 | 宿敵現る！因縁の敏腕女性弁護士と最終決戦!!            | 3月27日    | 森ハヤシ | 長江俊和 |
| |                                                       |            |          |          |

平均視聴率4.0%（視聴率は関東地区・ビデオリサーチ社調べ）
- 2014年2月6日放送分（第5話）はソチオリンピック中継に伴う特別編成のため、74分繰り下げ（同年2月7日1:13 - 2:08。中継延長のため、当初予定より15分繰り下げ）で放送。
- 2014年2月13日放送分（第6話）および同年2月20日放送分（第7話）はいずれも前座番組『NEWS ZERO』の枠拡大のため、10分繰り下げ（同年2月14日および同年2月21日、いずれも0:09 - 1:04）